# Muhammad Baqir Yazdi
Muhammad Baqir ibn Zain al-ʿĀbidīn Yazdī (persisch محمد باقر بن زَيْن ٱلْعَابِدِين یزدی, DMG Muḥammad Bāqir ibn Zain al-ʿĀbidīn Yazdi; * vermutlich in der zweiten Hälfte des 16. Jahrhunderts; † um 1637) war ein persischer Mathematiker, der besondere Leistungen auf dem Gebiet der Zahlentheorie vollbrachte. Er war der letzte klassische islamische Mathematiker.

## Biografie
Einschließlich der unscharfen Lebensdaten ist über die Biografie Yazdīs wenig bekannt. Er lebte zur Zeit der Safawiden-Herrscher Schah Abbas der Große und Schah Safi I. in Persien.

## Leistungen
Yazdī ermittelte erstmals das Paar befreundeter Zahlen 9363584 und 9437056 über 100 Jahre, bevor Leonhard Euler im 18. Jahrhundert eigene ähnlich hohe Paare finden konnte. Er entdeckte die gleichgewichtigen natürlichen Zahlen, deren echte Teilersummen übereinstimmen. Das Buch ʿUyūn al-ḥisābʿ (persisch عيون نالحساب, deutsch Das Auge des Rechnens) war das Hauptwerk von Yazdī, wobei er sich an das Werk ʿMiftāḥ al-ḥisābʿ (persisch مفتاح الحساب, deutsch Der Schlüssel des Rechnens) von Dschamschid Masʿud al-Kaschi anlehnte und viele Aufgabenstellungen und Beispiele von dort unter Nennung des ursprünglichen Autors in abgeänderter Form übernahm.
Weitere Werke von Yazdī sind Kommentare zu den Werken von Archimedes, Menelaos von Alexandria und Theodosios von Tripolis.